# Коммивояжёр (фильм, 2016)
«Коммивояжёр» (перс. فروشنده‎ [форушанде]) — иранский кинофильм режиссёра Асгара Фархади, вышедший на экраны в 2016 году. Фильм был показан на Каннском кинофестивале 2016 года, где Шахаб Хоссейни получил приз за лучшую мужскую роль, а Фархади — приз за лучший сценарий. В феврале 2017 года картина была удостоена премии «Оскар» в номинации "Лучший фильм на иностранном языке" (выдвинутая от Ирана, она вошла в шорт-лист из девяти фильмов, а затем в число пяти номинантов).

## Сюжет
Молодая пара Эмад и Рана живут в Тегеране. Они играют в местной постановке известной пьесы Артура Миллера «Смерть коммивояжёра». Эмад также является учителем в местной школе, где ученики шутят, что он «продавец». Но однажды ночью их квартира начинает разрушаться, и они покидают здание вместе с другими жителями. Отчаянно пытаясь найти место для жизни, их коллега-актер Бабак предоставляет им другую квартиру, откуда недавно переехала женщина, хотя она спешила уйти, оставив многочисленные вещи. Потом ночью Рана одна дома и начинает принимать душ. Когда Эмад вернулся, он обнаруживает, что она пропала, а ванная залита кровью. Он спешит в больницу, где его соседи сообщают ему о состоянии его жены и говорят, чтобы он сменил замки в квартире. Становится очевидным, что она не попала в аварию, а подверглась нападению злоумышленника. Эмад также узнает от соседей, что предыдущая арендаторша занималась проституцией, у которой были конфликты с её клиентами.
Рана возвращается домой, но страдает от травмы и не хочет идти в полицию. Она не моется, боясь снова пойти в ванную, и в середине спектакля расплакалась и покинула сцену. Хотя она не помнит лица своего нападающего, Эмад обнаружил, что преступник оставил ключи от своей машины, которые он сопоставил с пикапом, припаркованным на улице. Злоумышленник также оставил мобильный телефон и деньги, на которые Рана купила продукты, думая, что Эмад оставил её для неё. он все чаще обвиняет Бабака в сокрытии правды о бывшем арендаторе. После того, как он услышал любовное послание Бабака на автоответчике предыдущего арендатора, он называет персонажа Бабака Чарли дегенератом в разгар представления, хотя этого нет в сценарии Миллера.
Наконец, Эмад обращается к одному из своих учеников, отец которого раньше работал в полиции. Он может отследить грузовик до человека по имени Маджид. Он притворяется, что ему нужен двигатель, чтобы заманить Маджида в их теперь уже пустую старую квартиру, но вместо этого прибывает его предполагаемый тесть. Постепенно становится очевидно, что пожилой человек сам был злоумышленником, хотя он отрицает нападение на Рану, подразумевая, что он просто напугал её. Эмад зовёт семью старика в квартиру и запирает его в маленькой комнате, чтобы подождать, намереваясь раскрыть всем его истинный характер. Когда он открывает комнату, у старика появляются проблемы с сердцем, и он в панике вызывает Рану. Когда она узнает, что хочет Эмад, она говорит, что между ними будет все будет окончено, если он продолжит свою месть.
Когда семья приезжает, они верят, что их вызвали с целью оказания медицинской помощи, и благодарят Эмада за спасение жизни главы семьи. Как раз перед тем, как уйти, Эмад настаивает на том, чтобы свести счёты со стариком наедине и вернуть деньги, оставленные им после нападения Раны. Невидимый семьей, Эмад дает пощечину старику и возвращает оставленный мобильный телефон и деньги. Уходя, на лестнице, со стариком происходит повторный сердечный приступ, и семья вызывает скорую помощь. Рана и Эмад вместе возвращаются в театр.

## Производство

### Замысел
По словам иранского кинорежиссёра Асгара Фархади, он задумал основную идею и историю фильма за несколько лет до начала съёмок «Коммивояжёра», но не чувствовал себя готовым начать их, пока ему не пришла мысль сделать своих героев актёрами. Отчасти это возвращало самого Фархади к его театральному прошлому, а также отвечало его желанию вновь окунуться в эту атмосферу. Кроме того, актёрская деятельность главных героев подразумевала, что они способны оценивать себя со стороны, а главный герой может испытывать сочувствие к другому человеку.
Разыскивая пьесу для своего фильма, Фархади изучал работы Жан-Поль Сартра и Генрика Ибсена, прежде чем наткнулся на «Смерть коммивояжёра» Артура Миллера, которую он описал как «подарок для себя».
По словам Фархади, в этой пьесе он нашёл параллельные со своим сценарием темы «унижения», он также сравнил взаимоотношения главных героев своего фильма, Раны и Эмада, с аналогичными у персонажей «Смерти коммивояжёра» Линды и Вилли Ломана. Дополнительного символизма добавили разрушающиеся здания, которые соотносятся с разваливающимися взаимоотношениями главных героев.

### Создание

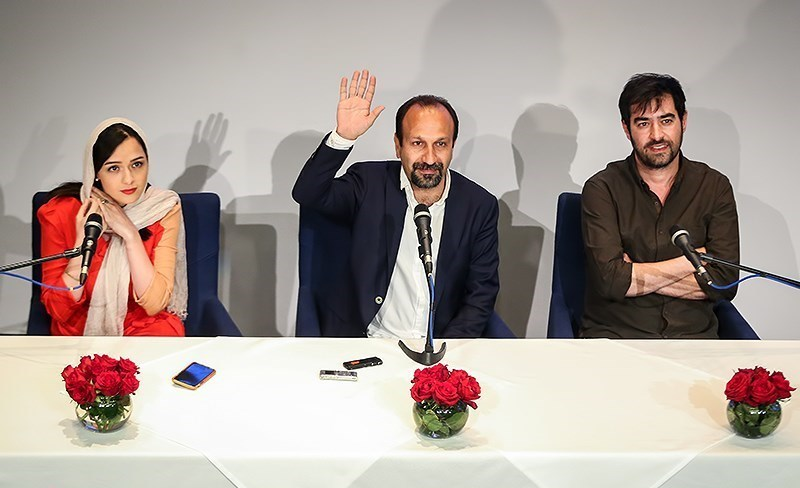
Асгар Фархади (в центре) с актёрами фильма, Таране Алидусти и Шахабом Хоссейни

Первоначально Фархади планировал сделать испаноязычный фильм, но в итоге попридержал проект, чтобы вернуться в Тегеран и снять «Коммивояжёра» там в 2015 году. На главную роль он выбрал Шахаба Хоссейни, этот фильм стал их третьей совместной работой в качестве кинорежиссёра и актёра. Фархади отметил способность Хоссейни играть разные характеры.

## В ролях
- Шахаб Хоссейни — Эмад
- Таране Алидусти — Рана
- Бабак Карими — Бабак
- Мина Садати — Санам
- Фарид Саджади Хоссейни — мужчина
- Эмад Эмами — Али
- Моджтаба Пирзаде — Маджид
- Ширин Агхакаши — Эсмат
- Сам Валипур — Садра

## Отзывы
Фильм получил положительные оценки кинокритиков. На сайте Rotten Tomatoes фильм имеет рейтинг 96 % на основе 176 рецензий критиков со средней оценкой 8.0 из 10. Критический консенсус вебсайта гласит: "Коммивояжёр" амбициозно и комплексно глядит на наводящие размышления темы, а хорошо сыгранные результаты доказывают, что это ещё одна последовательно захватывающая запись в фильмографии сценариста и режиссёра Асгара Фархади". На сайте Metacritic фильм получил оценку 75 из 100 на основе 10 рецензий, что соответствует статусу «в основном положительные отзывы».

## Награды и номинации
- 2016 — приз за лучший сценарий (Асгар Фархади) и приз лучшему актёру (Шахаб Хоссейни) на Каннском кинофестивале.
- 2016 — специальный приз жюри Чикагского кинофестиваля (Асгар Фархади).
- 2016 — участие в конкурсной программе Вальядолидского кинофестиваля.
- 2016 — премия Национального совета кинокритиков США за лучший фильм на иностранном языке.
- 2016 — премия «Спутник» за лучший фильм на иностранном языке.
- 2017 — премия «Оскар» за лучший фильм на иностранном языке.
- 2017 — номинация на премию «Золотой глобус» за лучший фильм на иностранном языке.
- 2017 — Азиатская кинопремия за лучший сценарий (Асгар Фархади).
- 2018 — номинация на премию BAFTA за лучший фильм не на английском языке (Александр Малле-Ги, Асгар Фархади).
- 2018 — премия «Золотой жук» за лучший иностранный фильм (Асгар Фархади).